# Phare de Contis
Le phare de Contis est un phare maritime de 1er ordre du littoral néo-aquitain et un amer situé à Contis, station balnéaire de la commune de Saint-Julien-en-Born, dans le département français des Landes. Propriété de l'État français, il est inscrit aux monuments historiques par arrêté du 6 novembre 2009.

## Présentation
Le phare de Contis est l'unique phare du département français des Landes. Érigé entre le phare du Cap-Ferret (Gironde) au nord et le phare de Biarritz (Pyrénées-Atlantiques) au sud, il entre en service dans la nuit du 19 au 20 décembre 1863. Il doit son originalité à une bande noire en forme de vis ajoutée en 1937 qui aide à la navigation de jour. Haut de 41,5 mètres, il s'élève sur une dune arasée de 11,60 mètres au-dessus du niveau de la mer et à 860 mètres du rivage. La hauteur de sa focale est de 39 m. Sa lampe halogène avec lentille de Fresnel a une puissance de 180 W, avec une portée de 23 milles marins (environ 42 km), son code lumineux est caractérisé par une fréquence de 25 secondes rythmée de 4 éclats de 0,1 seconde, à intervalles d'obscurité de 4,1-4,1-4,1-12,3 secondes. Il est équipé d'une optique à quatre panneaux de 0,30 mètre de focale, reposant sur une cuve à mercure entraînée par des moteurs. La forte densité du mercure permet de supporter le poids de l'ensemble tournant et de le maintenir parfaitement horizontal pendant la rotation. L'appareillage électrique est télécontrôlé depuis Bayonne. Le phare sert également de relais radio au CROSS, de relais de systèmes de radionavigation et de télécommunication, permettant notamment de passer des appels depuis la plage.

### Historique
Origines
Jusqu'en 1790, le plus grand des deux clochers de l'église Sainte-Marie de Mimizan sert d'amer, facilitant la navigation diurne dans cette partie du golfe de Gascogne. Il s'effondre à cette date par vétusté et manque d'entretien. Le 27 mai 1856, la Commission des Phares et Balises décide, sous l'égide de Napoléon III, de compléter les dispositifs de navigations de ce secteur par la construction d'un nouveau phare. Le site de Contis est préféré à celui de Mimizan car il se situe à égale distance de Biarritz et d'Arcachon. Seul inconvénient, la dune choisie pour l'emplacement est un peu basse, ce qui nécessite d'édifier une grande tour à large diamètre pour assurer sa stabilité, pour un coût estimé à 160 000 francs. En janvier 1860, l'ingénieur Frédéric Ritter achève les plans et le 18 mai de cette même année, l'Empereur, qui a œuvré pour le développement du département grâce à sa Loi relative à l'assainissement et de mise en culture des Landes de Gascogne, signe le décret d'exécution des travaux et débloque le budget. Le projet du phare de Contis est voté en même temps que ceux de Triagoz, du Créac'h, de la pointe de Grave, de la Coubre, de Vallières, des deux phares d'Hourtin, du Grand Rouveau et d'Alistro, pour un total de 1 871 000 francs.
Travaux
En 1861, l'entreprise Barsacq de Bidart remporte l'adjudication pour 172 000 francs et commence les travaux sous la direction de l'ingénieur Pairier sur un terrain de 100 hectares donnée par le service des dunes. Cette surface sera ramenée à 3 hectares en 1927. Le chantier commence difficilement et prend du retard, en raison d'une main d'œuvre insuffisante et de difficultés techniques rencontrées. On exige notamment la présence de 10 tailleurs de pierre, 20 bouviers et 10 maçons avec des manœuvres. « Les difficultés des transports dans les sables mouvants des dunes prescrivaient de réduire autant que possible l'emploi des pierres de taille ; à défaut de briques, pour la fabrication desquelles on ne put réussir à créer une usine dans des conditions acceptables, on a employé des moellons ferrugineux du pays, revêtus tant à l'extérieur qu'à l'intérieur d'un enduit de mortier de ciment Portland ». La construction s'enlise. La hauteur de 11,60 mètres de la dune sur laquelle l'ouvrage est bâti constitue notamment un obstacle. L'entreprise Barsacq fait faillite en 1863, les travaux sont repris par l'entreprise Dominique Castaing de Mées et achevés la même année.
Le fût est circulaire, ce qui lui donne moins de prise au vent. Les ouvertures et la couronne sont en pierre de Saint-Savinien. Les voûtes des chambres et des salles seront en brique. Les fondations sont formées de deux massifs superposés, l'un de treize mètres de côté sur un mètre d'épaisseur, l'autre de onze mètres de côté sur un mètre d'épaisseur. Ces fondations et le corps de la colonne du phare sont en garluche provenant de Saint-Julien-en-Born, Lit-et-Mixe et Bias. Les autres matériaux transitent par la gare de Rion-des-Landes puis par une ligne ferroviaire provisoire jusqu'à Saint-Julien. Ce sont ensuite des attelages des bouviers qui acheminent le tout jusqu'au chantier.
Un escalier en colimaçon en fonte de 146 marches et deux échelles de 14 et 18 marches construits à Paris par les établissements Rigolet permettent d'accéder à la lanterne et sont installés dès août 1863. En septembre 1863, l'éclairage est mis en place. L'appareil optique a été réalisé par la maison parisienne Henry Lepaute en 1833 à l'origine pour le phare de Biarritz, d'où on l'a démonté et remplacé par un neuf. Il est installé à Contis par les conducteurs Dénéchaux et Colin du service central. La lanterne fait 3,50 m de diamètre et possède 16 côtés, avec à l'origine une portée remarquable de 80 km. Les premiers essais de la lampe se font à l'huile de baleine, au pétrole et à l'huile de colza. Jusqu'à 1873, le gardien doit monter 20 litres d'huile de colza pour la nuit. Puis il s'installe dans la chambre de veille sous la lanterne. Toutes les trois heures, il doit remonter le poids de 75 kg qui fait tourner l'optique. À cette époque, la lanterne a une forme polygonale à 16 côtés. L'optique tourne pendant près de 100 ans sur ses galets.
Un corps de logis constitué par deux ailes en U et complété d'un four à pain et d'un poulailler est construit pour 283 681 francs au pied du phare afin d'héberger les trois gardiens. Des jardins leur sont également attribués côté est. Tous les travaux sont achevés en décembre 1863 et le phare est mis en service dans la nuit du 19 au 20 décembre 1863. Monsieur Pécastaing, le premier gardien, prend ses fonctions. Jusqu'en 1909, trois gardiens assurent l'entretien de l'optique et du bâtiment, puis deux après cette date.

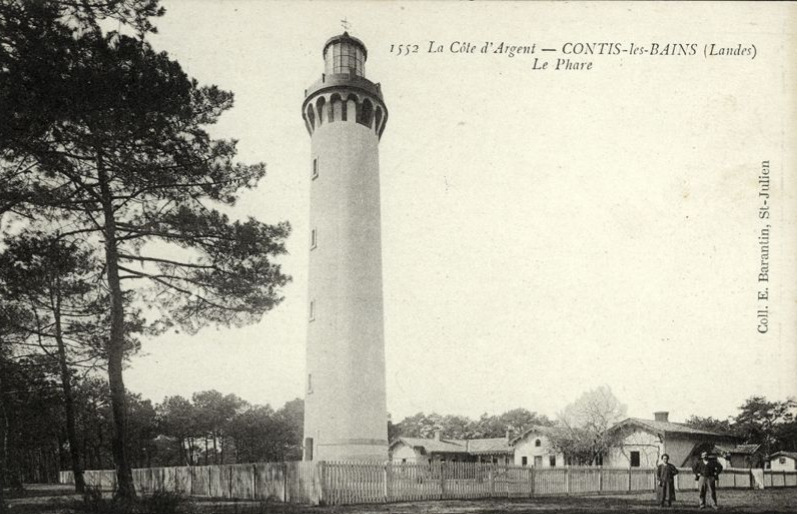
Phare de Contis monochrome au début du XXe siècle.

Évolutions
Le 26 novembre 1873, le phare résiste à un fort tremblement de terre, qui provoque toutefois des fissures sur les murs et de fuites de mercure. Le 11 juin 1909, le phare résiste à un nouveau tremblement de terre. En 1917, des pannes répétées du système de rotation et les chariots abîmés contraignent les gardiens à le pousser manuellement. Cette situation perdure jusqu'en 1928, date à laquelle il est remplacé. Le phare est électrifié en 1933.
Entièrement blanc à l'origine, le phare est embelli en 1937 et orné de deux bandes noires en forme de double vis d'Archimède par le peintre Bellocq, afin qu'il puisse aussi servir d'amer, c'est-à-dire de repère de jour à la navigation. Le peintre se hisse à l'aide d'une corde et d'une simple poulie jusqu'à une planche rudimentaire faisant office de nacelle. Le phare se classe ainsi dans la catégorie des phares « barber's poles » (du nom des enseignes de barbier aux États-Unis) noirs et blancs, caractérisée par deux bandes noires effectuant chacune un enroulement autour du corps du phare. La première bande noire prend naissance à la base du phare au niveau de la porte ouest, la seconde bande débute à la base du phare au niveau de sa porte est.
En 1940, pendant la drôle de guerre, le phare est éteint et occupé par l'armée française. À partir du 29 juillet 1943, les douaniers allemands le font fonctionner par intermittence. Le 21 août 1944, à 15h05, l'armée allemande fait sauter la coupole avant de quitter Contis. Une partie du gros œuvre de la tour est endommagée. Le 22 juin 1945, un feu provisoire est remis en place. Gabriel Brouste, entrepreneur à Saint-Julien-en-Born, procède aux travaux de remise en état qui débutent en octobre 1948. Le phare est rallumé en 1949 avec les mêmes caractéristiques.
En 1950, le nouvel appareillage électrique nécessite la construction d'un bâtiment annexe. La puissance de la lampe est considérablement réduite et portée à 42 km. Le sens de rotation de faisceau est inversé, portant depuis à 23 milles nautiques (soit 43 km environ). Son escalier rénové compte désormais 192 marches.
En 1999, le phare est complètement automatisé entraînant le départ des deux derniers gardiens, qui occupaient encore le logement de fonction. Plus de trente d'entre eux se sont ainsi succédé pendant près de 135 ans. Le dernier d'entre eux, Gilles Bodin, est à l'origine d'un petit musée, dont le navigateur Titouan Lamazou est le parrain.

## Galerie
Éléments intérieurs du phare

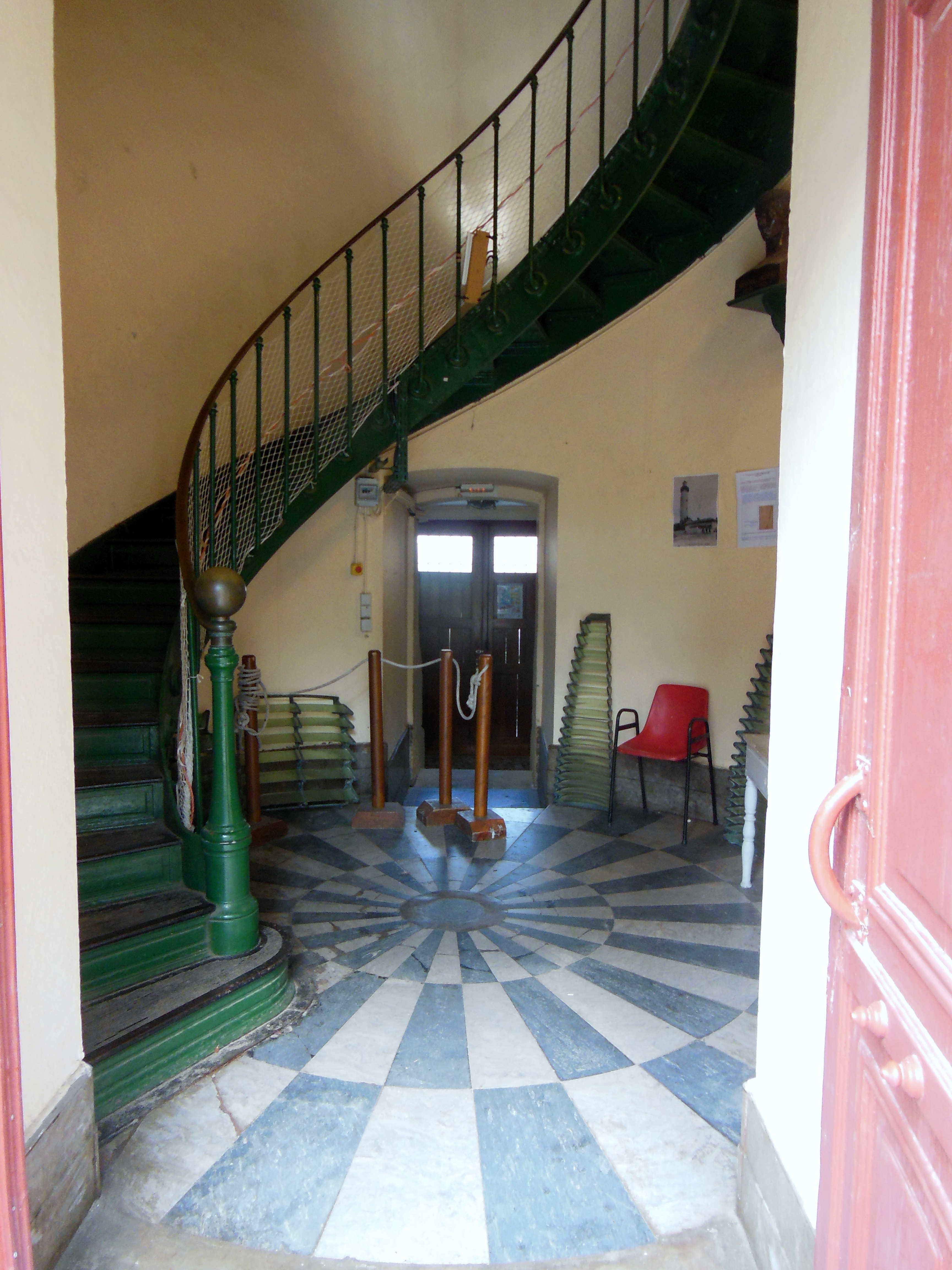
Entrée du phare de Contis
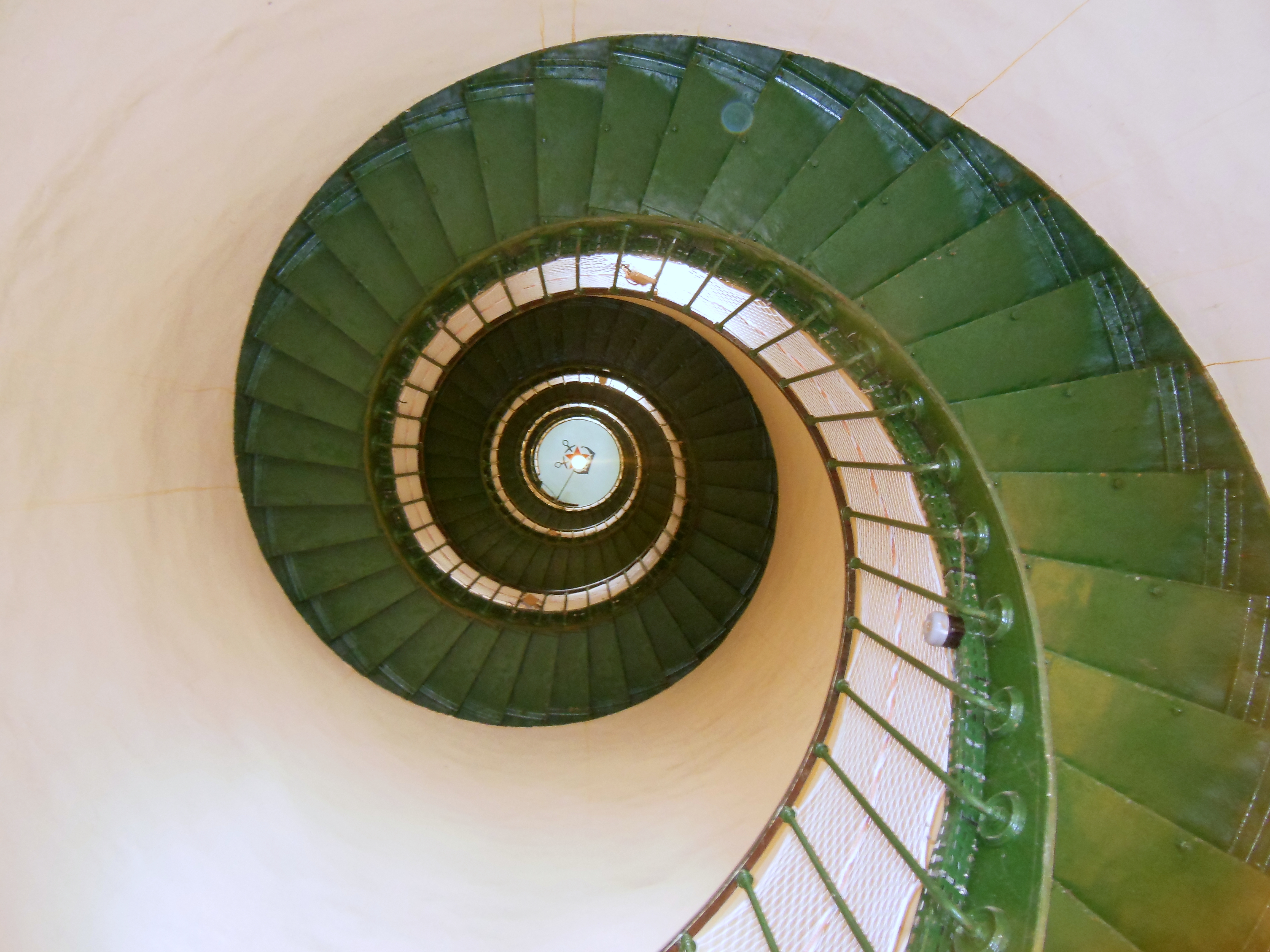
Escalier en colimaçon vu d'en bas
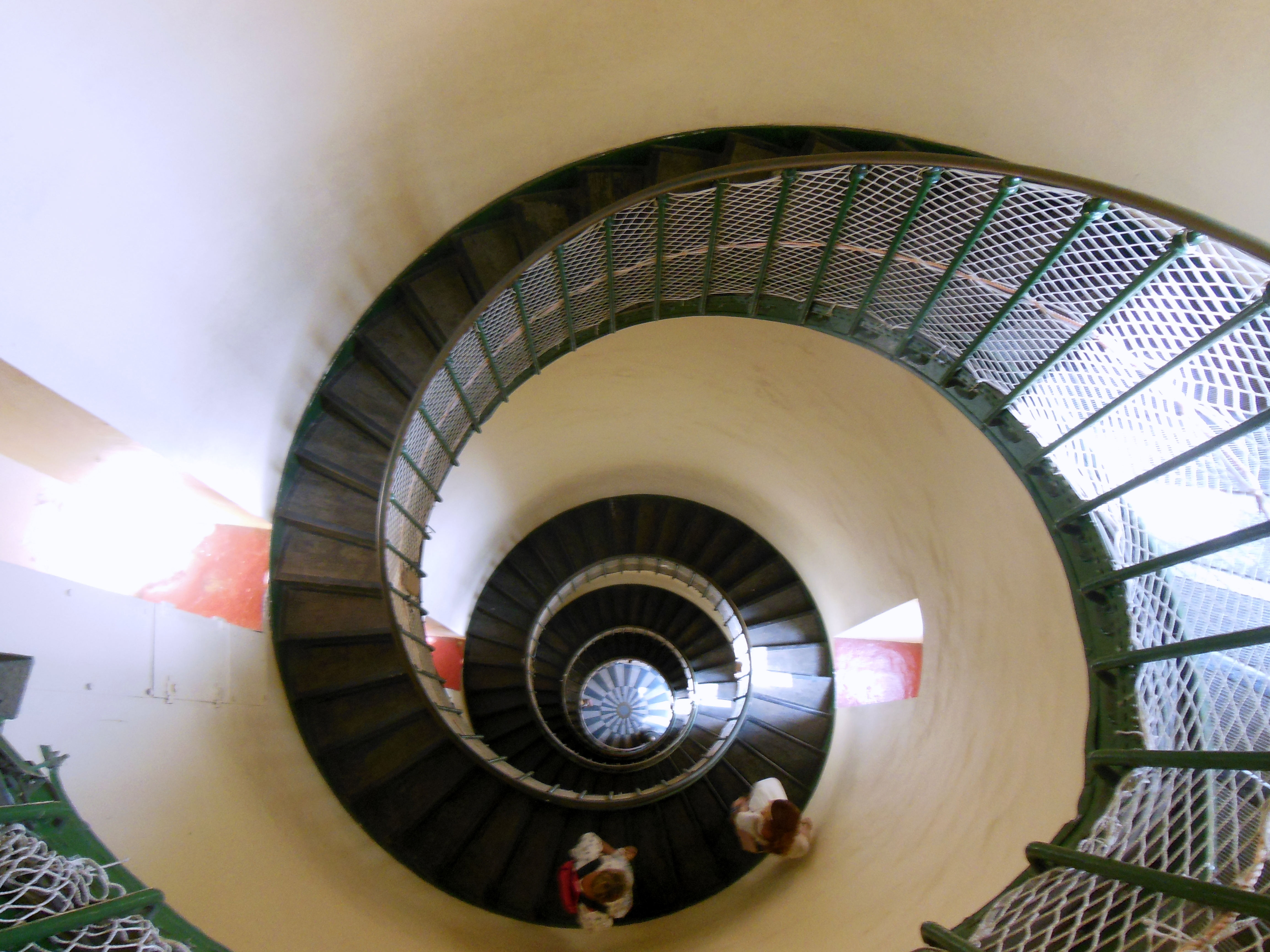
Escalier vu d'en haut
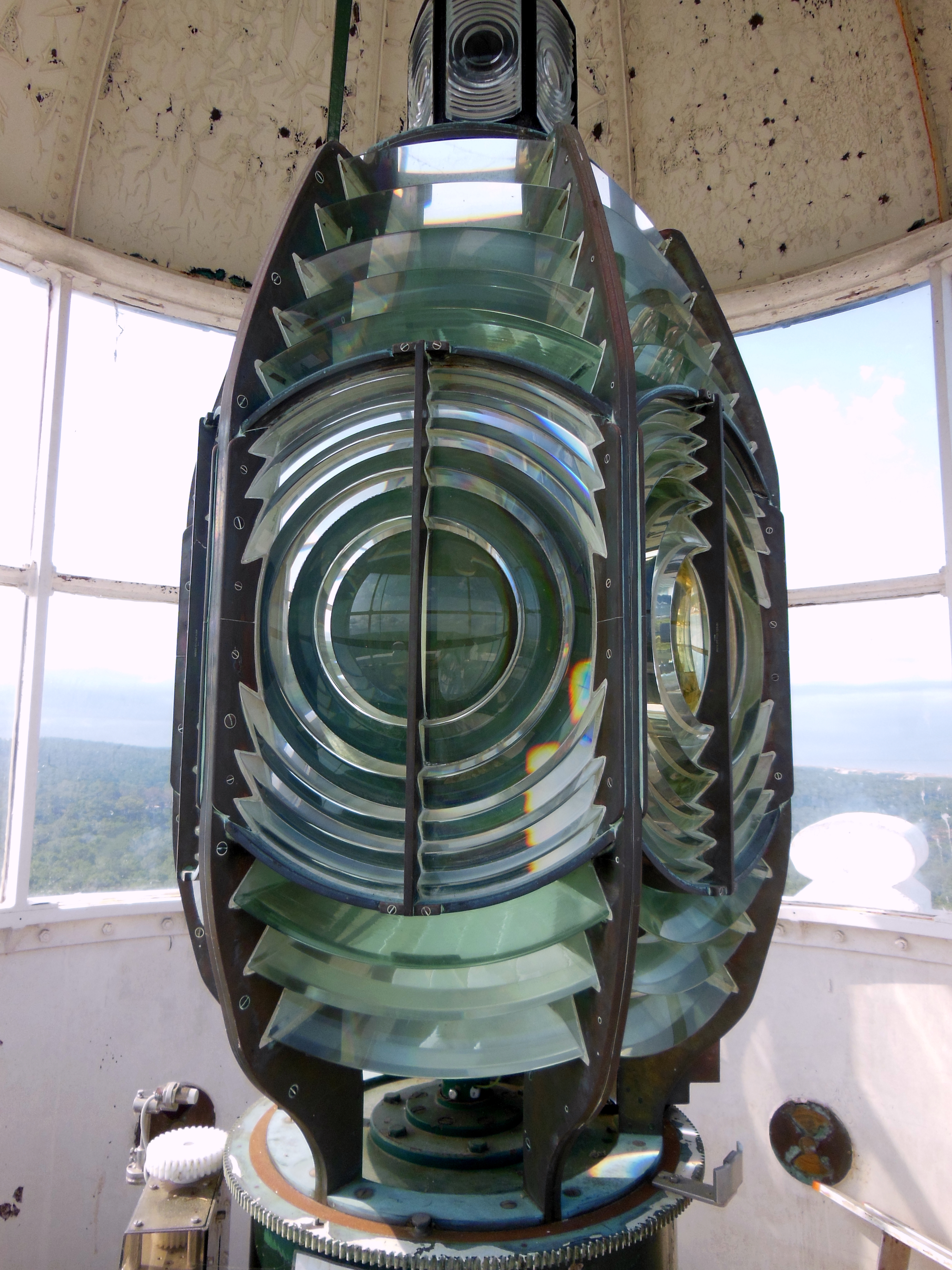
Optique (lentille de Fresnel)
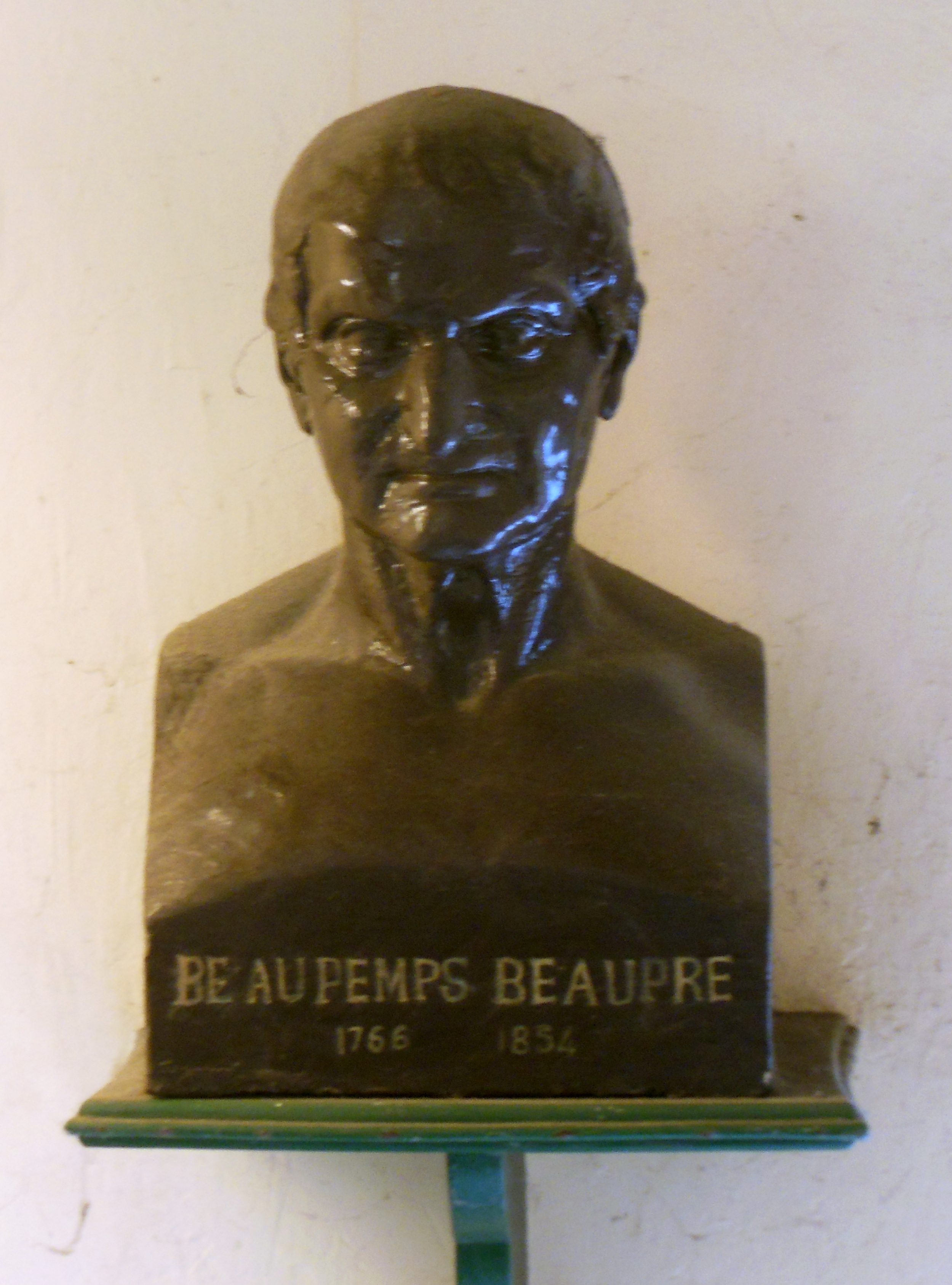
Buste de Charles-François Beautemps-Beaupré
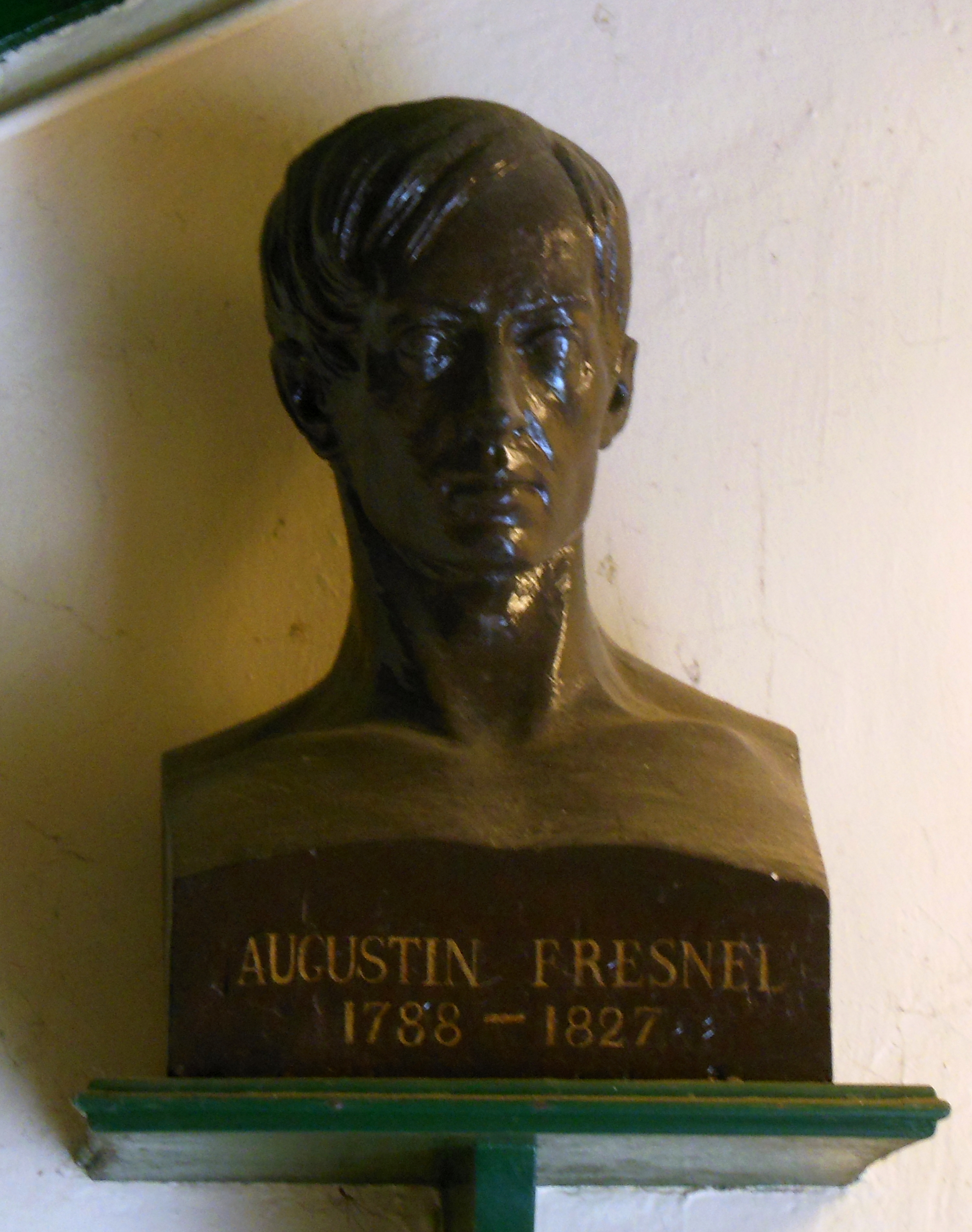
Buste d'Augustin Fresnel

Vues depuis le sommet du phare

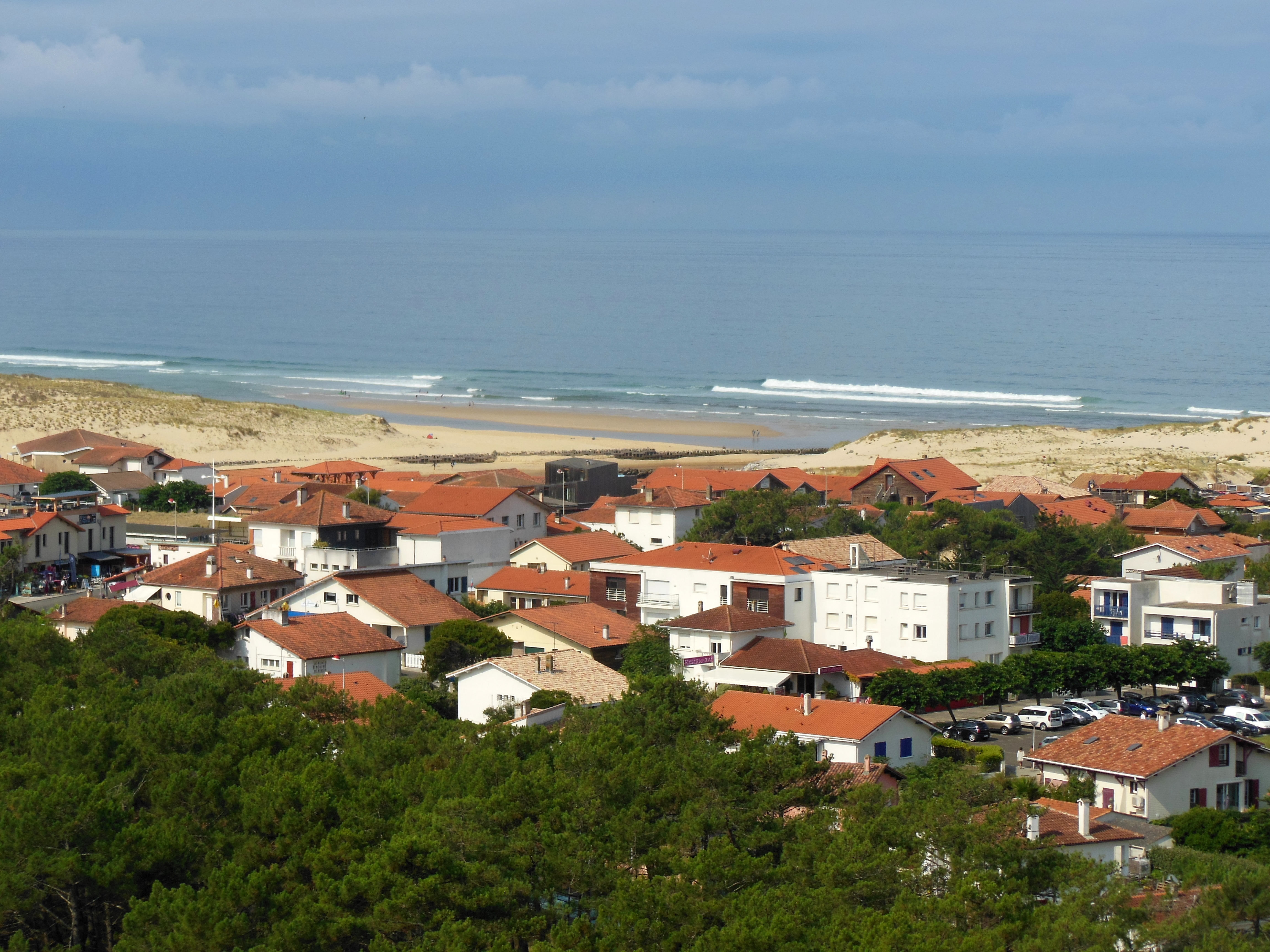
La station balnéaire et l'estuaire du courant de Contis
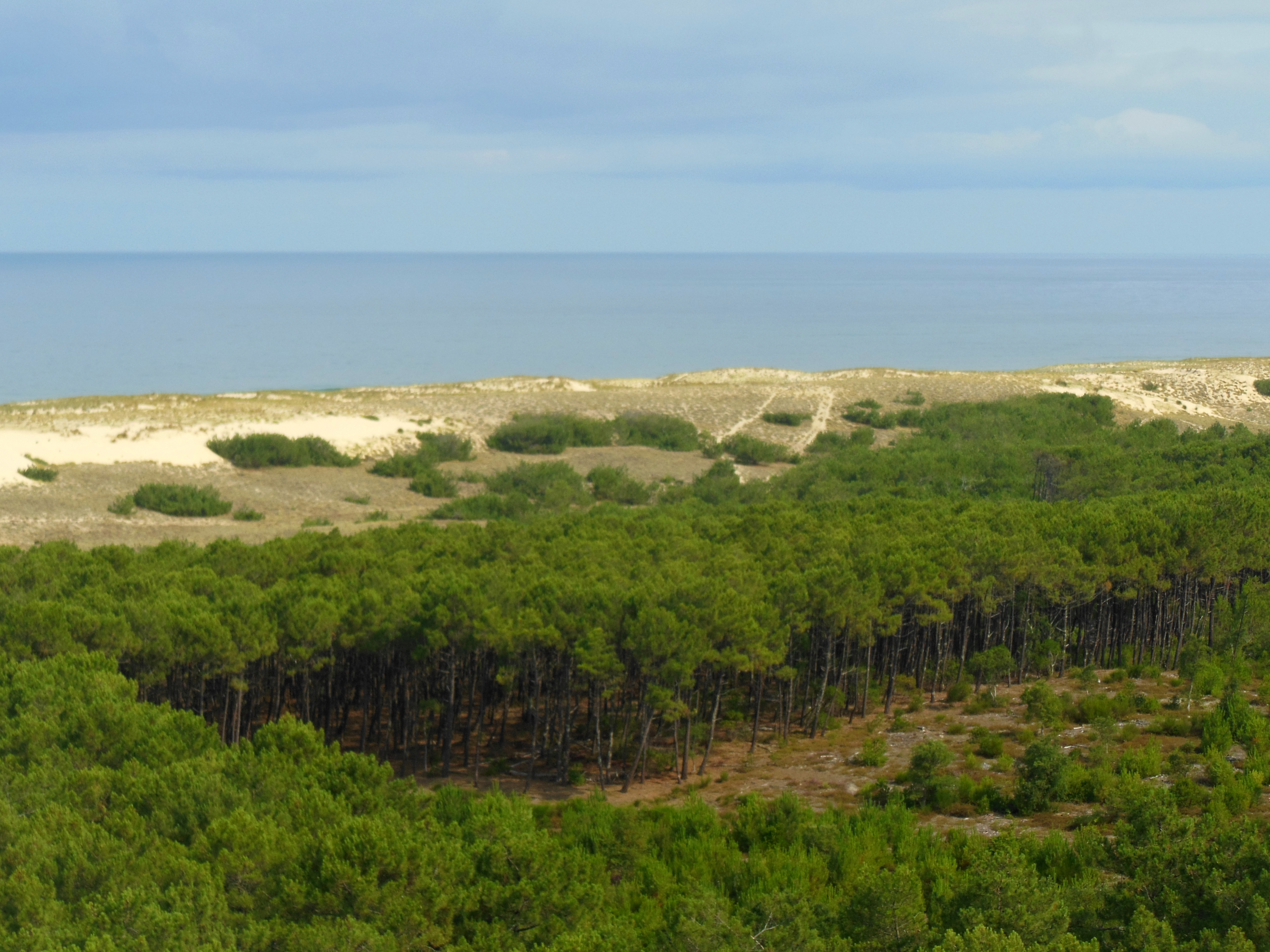
La lette (dépression à l'arrière du cordon dunaire)
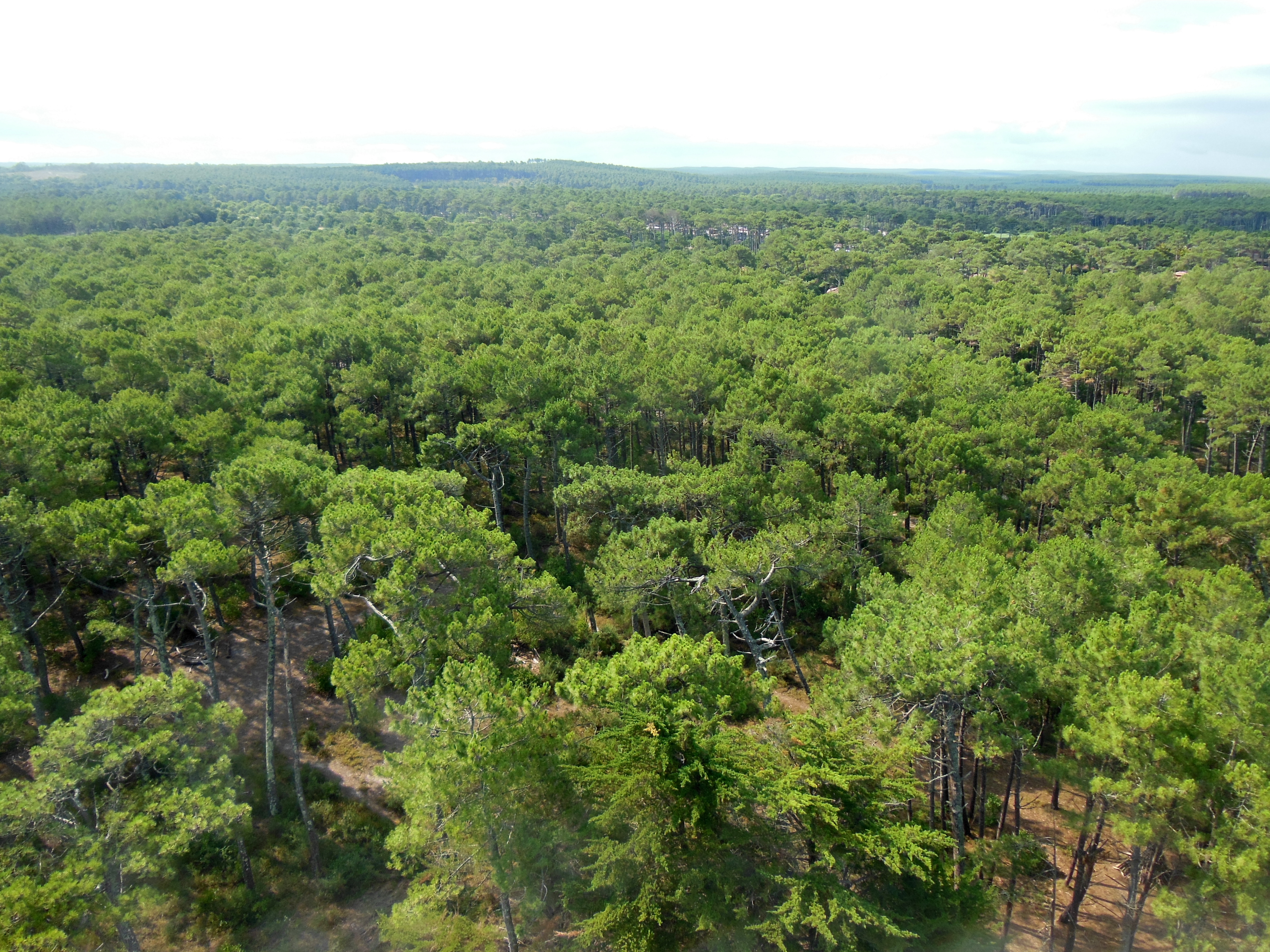
Canopée de la forêt des Landes

## Motif à spirales
Les phares à spirales de style « barber's pole » sont déployés à la fin des années 1800 sur la côte est des États-Unis afin de servir d'amer à la navigation maritime. Ils tiennent leur nom de l'enseigne des barbiers américains. Ce modèle explique que les phares ainsi décorés possèdent une double bande. Sur l'enseigne d'origine, les deux bandes sont de couleur rouge et bleue sur fond blanc. Deux autres phares dans le monde ont un style barber-pole à double bande noire sur fond blanc, ce sont ceux de cap Hatteras peint en 1873 en Caroline du Nord et de Saint Augustine en Floride peint en 1874. D'autres phares suivent ce même modèle, mais avec des variantes de couleurs, comme le rouge. En France, le phare du plateau du Four, construit entre 1816 et 1821, est un autre exemple de motif à spirale.

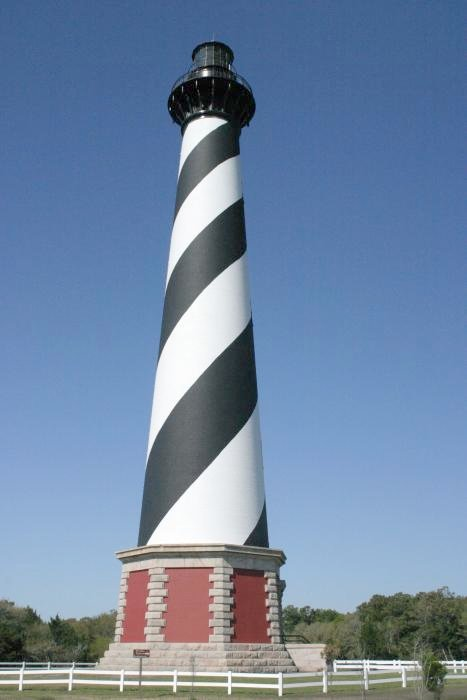
Phare du cap Hatteras
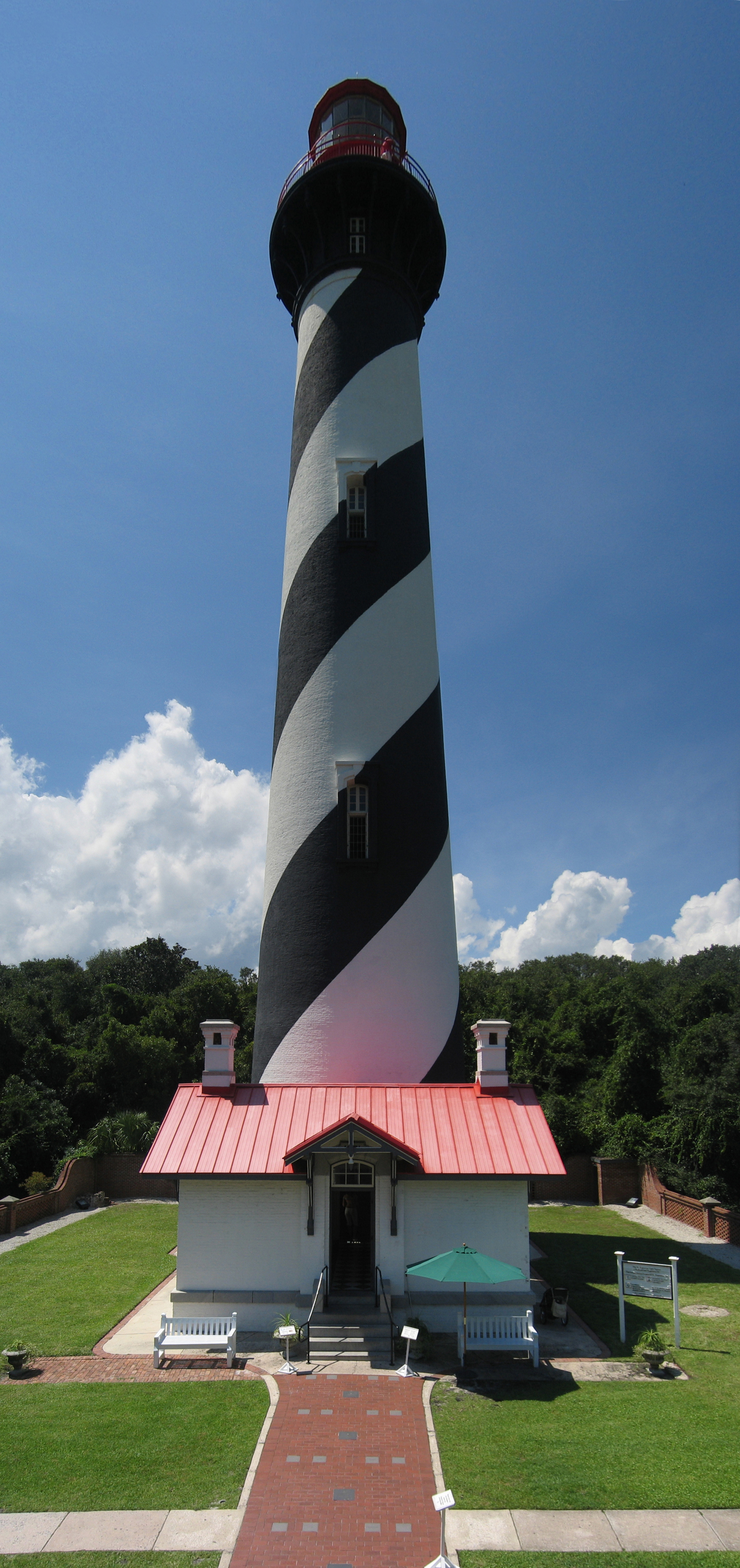
Phare de Saint Augustine
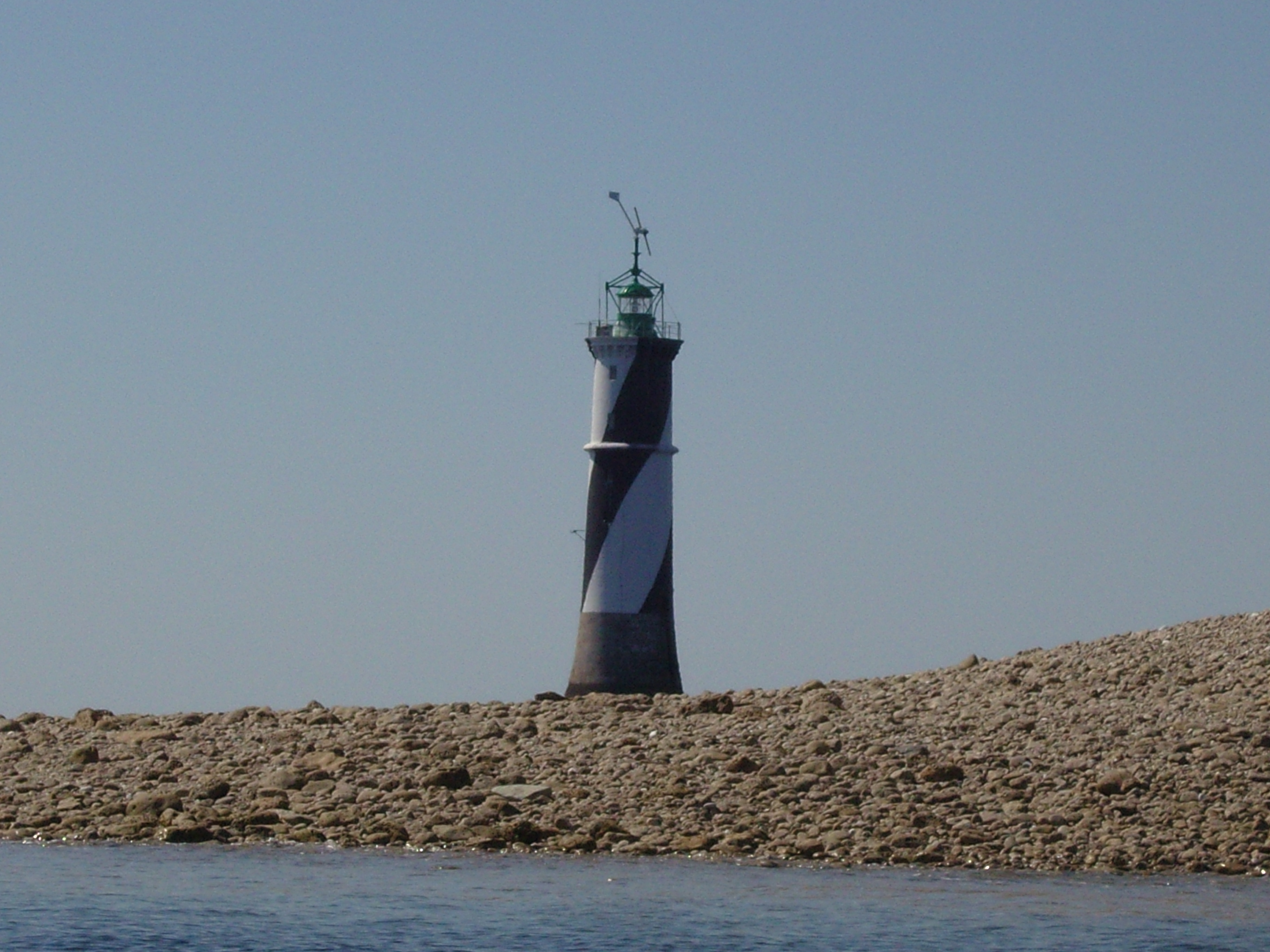
Phare du plateau du Four